# Micronecta melanochroa
Micronecta melanochroa (лат.) — вид мелких водяных клопов рода Micronecta из семейства Гребляки (Corixidae, Micronectinae, или Micronectidae). Юго-Восточная Азия (Вьетнам, Китай-Yunnan).

## Описание
Мелкие водяные клопы, длина от 2,3 до 2,4 мм. Протонум длиннее медианной длины головы. Дорзум тёмно-коричневый. Гемэлитрон серовато-коричневый без более тёмных коричневых пятен; эмболия желтоватого или светло-коричневого цвета с тонкой темной полосой у мезиального края. Самцы: первичный паларный коготь субтреугольной формы, сильно расширен дистально, развит вторичный коготь. Срединная лопасть VII стернита узкая и длинная, с узко закругленной вершиной. Включён в подрод Micronecta (Unguinecta Nieser, Chen & Yang, 2005). Подрод Sigmonecta был установлен Nieser, Chen & Yang (2005) для типового вида Micronecta polhemusi Nieser, 2000. В этот подрод были включены ещё виды: M. khasiensis Hutchinson, 1940, M. matsumurai Miyamoto, 1965, M. melanochroa Nieser, Chen & Yang, 2005 и M. waltoniana Hutchinson, 1940. Вид был впервые описан в 2005 году, а его валидный статус подтверждён в ходе ревизии, проведённой в 2021 году вьетнамскими энтомологами Tuyet Ngan Ha и Anh Duc Tran (Faculty of Biology, VNU University of Science, Vietnam National University, Ханой, Вьетнам) по материалам из Вьетнама.